# Syagrius

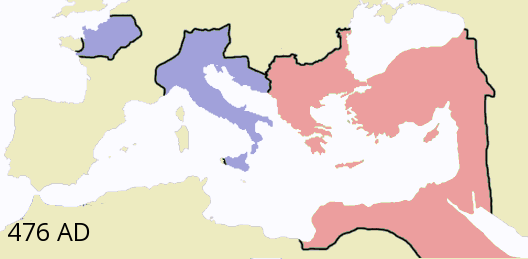
Het Romeinse Rijk omstreeks 476

Vermoedelijk machtsbereik van Syagrius; de omvang is onzeker en waarschijnlijk kleiner dan hier getekend.

Syagrius (overleden 486 of 487) was de laatste Romeinse heerser over (een deel van) Gallië.  Gregorius van Tours duidde hem in zijn Historia Francorum aan als "koning van de Romeinen". 

## Geschiedenis
Syagrius volgde in 464 Paulus op als heerser en erfde daarmee het rijk dat in 461 gesticht was door zijn vader Aegidius, en dat vanuit Soissons (Novidunum) een groot deel van noordelijk Gallië beheerste. De banden met het Romeinse Rijk waren in 461 al verbroken, en de val van Ravenna in 476 bestendigde de onafhankelijkheid van dit Gallo-Romeinse Rijk, dat in de geschiedschrijving ook wel het Rijk van Syagrius wordt genoemd.
Syagrius stond bekend als de rex Romanorum ('koning der Romeinen'), dat aangeeft dat hij ondanks zijn Gallo-Romeinse achtergrond een positie had vergelijkbaar met Odoaker en de Visigotische, Bourgondische en Frankische koningen. Evenals voorheen bij de Romeinen bestond zijn leger overwegend uit Frankische huurlingen.
In 486 keerden de Frankische koningen Clovis en Ragnachar zich tegen Syagrius en vielen diens grondgebied binnen. Syagrius verloor de Slag bij Soissons en vluchtte naar de Visigotische koning Alarik II. Maar deze zond hem geboeid terug naar Clovis, die Syagrius liet executeren.
Hiermee kwam - tien jaar na de afdanking van de laatste keizer van het westen - een einde aan het Romeinse gezag in wat later Frankrijk zou heten en begon een lange periode waarin Germaanse koningen over Gallo-Romeinse onderdanen zouden heersen. Het voormalige rijk van Syagrius werd bekend als het Frankische Neustrië (nieuw land).

## Koning van de Romeinen
Historici hebben de titel "Rex Romanorum" die Gregorius van Tours hem gaf, vaak met grote voorzichtigheid behandeld. Godefroid Kurth, die als een van de eerste zich hierover uitliet, deed het in 1893 af als een grove fout. Kurth baseerde zich op het historische feit dat de  Romeinen het koningschap verfoeiden vanaf de dagen van de verdrijving van Tarquinius Superbus. De algemene consensus onder historici hierna was om Kurth daarin te volgen. Syagrius werd hierna liever aangeduid als een "Romeinse heerser (in Noord-Gallië)". Steven Fanning heeft echter een aantal voorbeelden verzameld van rex die in een neutrale, zo niet gunstige, context wordt gebruikt, en betoogt dat "de uitdrukking Romanorum rex niet eigen is aan Gregorius van Tours of aan Frankische bronnen", en dat het gebruik van Gregorius inderdaad kan aantonen "dat Syagrius als een romeinse keizer of usurpator werd gezien." 